# Кабира (залив)
Кабира (яп. 川平湾) — залив в северной части японского острова Исигаки в префектуре Окинава. Известен своими белыми песками, бирюзовыми водами и густой растительностью. Территория залива является частью национального парка Ириомотэ-Исигаки. Наряду с горой Омото он был признан японским местом живописной красоты. В заливе выращивают черный жемчуг.

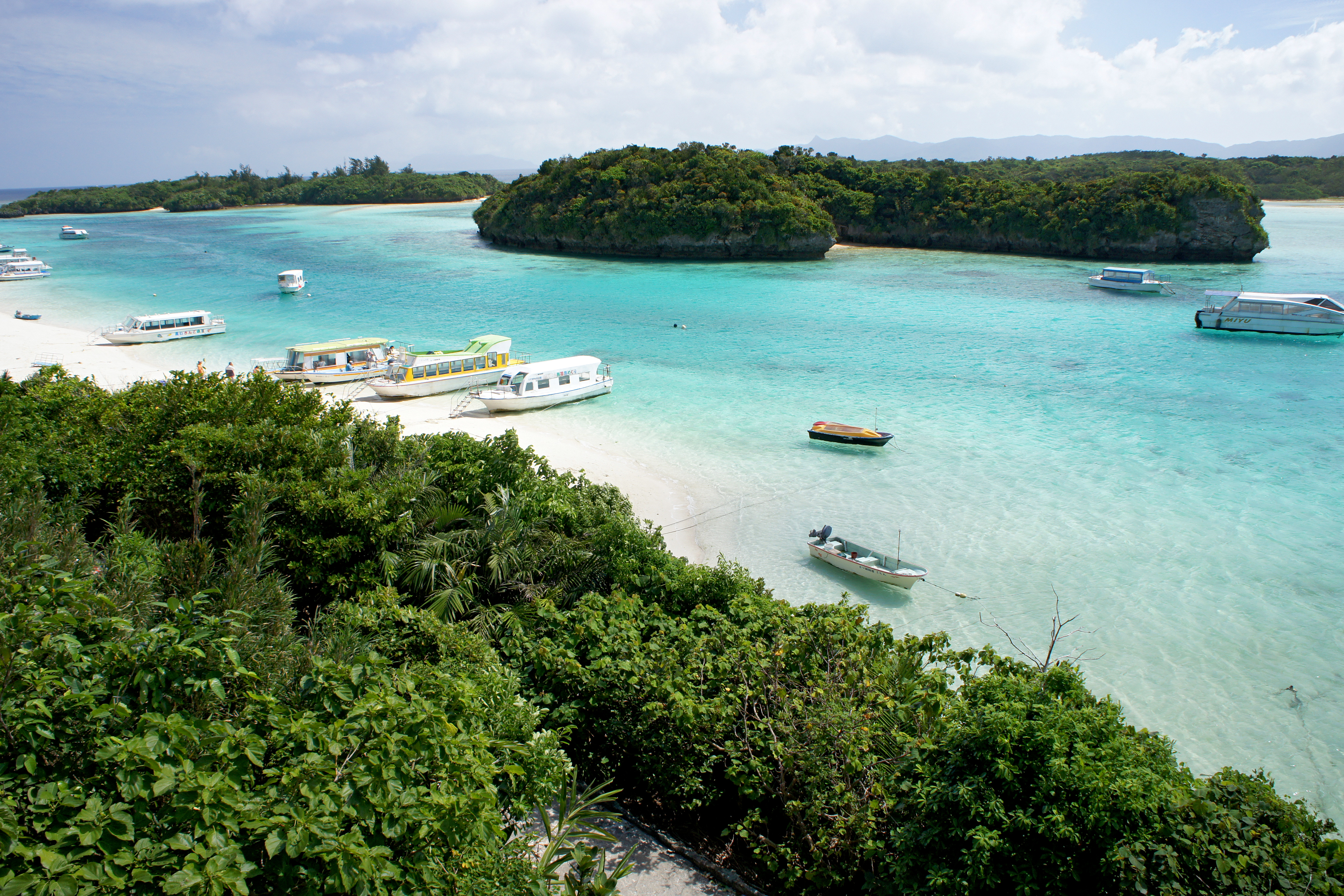
Бухта Кабира

Недалеко от залива расположена деревня Кабира, чья традиционная культура изучалась американскими антропологами в 1950-52 годах.